# Tomáš Svoboda
Tomáš Svoboda (Parigi, 6 dicembre 1939 – Portland, 17 novembre 2022) è stato un compositore e pianista cecoslovacco naturalizzato statunitense, specializzato in musica classica contemporanea.

## Biografia
Svoboda nacque a Parigi, in Francia. Compose la sua prima musica all'età di nove anni. Fu professore alla Portland State University per 27 anni. Ci sono state oltre 1.200 esecuzioni della sua musica.
Il suo debutto ebbe luogo a Praga, in Cecoslovacchia, il 7 settembre 1957, con la prima mondiale della sua Sinfonia n. 1 (Of Nature) con la FOK Prague Symphony diretta da Václav Smetáček. Il catalogo di Svoboda contiene oltre 200 composizioni, tra cui 6 sinfonie e 5 concerti. La sua musica viene eseguita in tutto il mondo e sono state pubblicate registrazioni di oltre 50 lavori. La registrazione dei CD di Piano Trios di Svoboda ha ricevuto un "Critics Choice Award" 2001 dalla American Record Guide e il suo Marimba Concerto è stato premiato con una nomination ai Grammy Award nel 2003 per l'Oregon Symphony.

## Opere
Quello che segue è un elenco di composizioni limitate alle opere che sono state pubblicate.

### Orchestra
- Concerto for Marimba & Orchestra, Op.148 (1995)
- Concerto for Violin & Orchestra, Op.77 (1975)
- Concerto No. 1 for Piano & Orchestra, Op.71 (1974)
- Concerto No. 2 for Piano & Orchestra, Op.134 (1989)
- Dance Suite for Orchestra, Op.128 (1987)
- Ex Libris for Orchestra, Op.113 (1983)
- Festive Overture for Orchestra, Op.103 (1981–82)
- Nocturne (Cosmic Sunset) for Orchestra, Op.100 (1980–81)
- Overture of the Season for Orchestra, Op.89 (1978)
- Reflections for Orchestra, Op.53 (1968)
- Remembrance - Chorale for Trumpet & Orchestra, Op.152a (1997)
- Serenade for Orchestra, Op.115 (1984)
- Sinfonietta (à la Renaissance) for Orchestra, Op.60 (1972)
- Spring Overture for Orchestra, Op.172 (2002)
- Swing Dance for Orchestra, Op.135a (1992)
- Symphony No. 1 (of Nature), Op.20 for Orchestra (1956–57)
- Symphony No. 2 for Orchestra, Op.41 (1963–64)
- Symphony No. 3 for Organ & Orchestra, Op.43 (1965)
- Symphony No. 4 (Apocalyptic) for Orchestra, Op.69 (1975)
- Symphony No. 5 (in Unison) for Orchestra, Op.92 (1978)
- Symphony No. 6 for Clarinet & Orchestra, Op.137 (1991)
- Three Cadenzas for Piano & Orchestra, Op.135 (1990)
- Three Pieces for Orchestra, Op.45 (1966)

### Orchestra con voci
- Child's Dream - Cantata for Children's Choir & Orchestra, Op.66 (1973)
- Journey - Cantata for Mezzo-soprano, Baritone, Choir & Orchestra, Op.127 (1987)

### Orchestra da camera
- Baroque Suite for Bassoon, Harpsichord & String Orchestra, Op.39 (1962)
- Chorale from 15th Century, for English Horn & Strings, Op.52f (1949–78) (arr.1993)
- Concertino for Harp & Chamber Orchestra, Op.34 (1961)
- Concerto for Chamber Orchestra (Returns), Op.125 (1986)
- Concerto No. 1 for Piano & Orchestra, Op.71 (1974)
- Meditation for Oboe and Strings, Op.143 (1993)
- Oriental Echoes for String Orchestra, Op.140 (1992)
- Prelude & Fugue for String Orchestra, Op.67 (1974)
- Six Variations for Violin & String Orchestra, Op.32 (1961)

### Grandi gruppi orchestrali
- Celebration of Life - Cantata on Aztec Poetry, Op.80 (1976)
- Concertino for Oboe, Brass Choir & Timpani, Op.46 (1966)

### Voce/coro
- Aria for Soprano and 4 Instruments, Op.153 (1996)
- Chorale Without Words for Mixed Choir & Piano, Op. 91a (1984)
- Czernogorsk Fugue for Choir, Op.14 (1956; rev. ?)
- Festival for Men's Choir, Op.129b (1987)
- Separate Solitude for Choir & Two Clarinets, Op.64 (1973)
- Veritas Veritatum for Men's Choir, Op.129a (1987)

### Gruppi (5 o più suonatori)
- Baroque Quintet per flauto, oboe, clarinetto, violoncello e pianoforte coperto, Op.37 (1962)
- Quintetto di ottoni, Op.112 (1983)
- Chorale in E flat per quintetto pianoforte (omaggio ad Aaron Copland), Op.118 (1985)
- Concerto per quintetto di fiati, Op.111 (1983–97)
- Farewell Matinee per quintetto di ottoni, Op.160 (1997)
- Intrata per quintetto di ottoni, Op.127a (1987)
- Suite per pianoforte e 5 percussionisti, Op.83 (1977)

### Camera (duetti, trii, quartetti)
- Ballade per fagotto e pianoforte, Op.35 (1961)
- Baroque Trio per vibrafono, chitarra elettrica e pianoforte, Op.109 (1982)
- Chorale from 15th Century per flauto e pianoforte, Op.52b (1993)
- Classical Sonatine per Oboe e pianoforte, Op.28 (1960)
- Concerto per Marimba e Orchestra (Marimba/riduzione per pianoforte), Op.148a (1995)
- Confession - Un movimento per clarinetto, Op.122 (1985)
- Conversations per due clarinetti, Op.157 (1997)
- Divertimento per pianoforte e timpani, Op.16 (1956)
- Dreams of a Dancer per flauto, clarinetto e pianoforte, Op.164 (1999)
- Duo Concerto per tromba e organo, Op.152 (1997)
- Duo per clarinetto piccolo e violoncello, Op.50 (1967)
- Duo per Xylophone e Marimba, Op.141 (1993)
- Five Studies per due timpanisti, Op.88 (1978)
- Forest Rhythms per flauto, Viola e xylofono, Op.150 (1995)
- March of the Puppets per chitarra, xylofono e 4-Temple Blocks, Op.95 (1979)
- Morning Prayer per quattro percussioni, Op.101 (1981)
- Neo-Renaissance Trio per Ob (Fl or Vl), Vla e Vcl, Op.131a (1987)
- Nocturne per Organ, a 4 mani, Op.155 (1996)
- Partita in D per Viola da Gamba e clavicembalo, Op.161 (1998)
- Passacaglia e Fugue per violino, violoncello e pianoforte, Op.87 (1978–81)
- Phantasy per violino, violoncello e pianoforte, Op.120 (1985)
- Quartet per quattro corni francesi, Op.145 (1993)
- Recessional March per due percussionisti, Op.59 (1974)
- Six Fragments per trio di legni (Oboe, Clarinetto e Fagotto), Op.131 (1987)
- Six Variations per violino e pianoforte (Orchestra d'archi), Op.32a (1961)
- Sonata per clarinetto e pianoforte, Op.167 (2000)
- Sonata per Viola e pianoforte, Op.36 (1961)
- Sonata per violino e pianoforte, Op.73 (1974–84)
- Sonatine per flauto, clarinetto e pianoforte, Op.154 (1996)
- Storm Session per chitarra elettrica e chitarra basso, Op.126 (1987)
- String Quartet No. 1, Op.29 (1960)
- String Quartet No. 2, Op.151 (1996)
- Suite per pianoforte, 4 mani, Op.124 (1985)
- Summer Trio per Oboe, clarinetto e fagotto, Op.159 (1997)
- Theme e Variations per flauto, clarinetto e pianoforte, Op.142 (1992)
- Three Fughettas per pianoforte, 4 mani, Op.12 (1956)
- Trio (van Gogh) per violino, violoncello e pianoforte, Op.116 (1984)

### Strumento solista
- Autumn per koto, Op.110 (1982–83)
- Confession - Un movimento per clarinetto, Op.122 (1985)
- Discernment of Time per gong solo, Op.74 (1975)
- Folk Dance per clarinetto, Op.132 (1988)
- Pastorale per flauto, Op.78 (1975)
- Scherzo per fagotto, Op.104 (1982)
- Sonata per chitarra, Op.99 (1980)
- Suite per violoncello, Op.147 (1994)
- Suite per chitarra, Op.102 (1981)
- Toccatino per oboe, Op.114 (1984)
- Wedding Dance per marimba, Op.138a (1991)

### Strumenti solisti a tastiera
- A Bird per pianoforte, Op.1 (1949)
- Autumn per pianoforte, Op.110a (1982–83)
- Bagatelles "In a Forest" per pianoforte, Op.42 (1964–65)
- Benedictus per pianoforte, Op.162 (1998)
- Children's Treasure Box, Vol. I, per pianoforte, Op.81 (1977)
- Children's Treasure Box, Vol. II, per pianoforte, Op.86 (1978)
- Children's Treasure Box, Vol. III, per pianoforte, Op.90 (1978)
- Children's Treasure Box, Vol. IV, per pianoforte, Op.91 (1978)
- Eulogy, per pianoforte, Op.146 (1994)
- Farewell to Prague per pianoforte, Op.165 (1999)
- Four Waltzes per pianoforte, Op.68 (1974)
- Fugue in c-minor (on a Theme by Bach), per pianoforte, Op.9 (1955)
- Fugue in d-minor (on Bulgarian National Anthem), per pianoforte, Op.17 (1955)
- Nine Etudes in Fugue Style (Vol. I), per pianoforte, Op.44 (1965–66)
- Nine Etudes in Fugue Style (Vol. II), per pianoforte, Op.98 (1980–84)
- Nocturne per pianoforte, Op.84 (1977)
- Offertories for Organ (Vol. I), Op.52a (1949–96)
- Prelude in g-minor per pianoforte, Op.3a (1954)
- Quiet Piece per pianoforte, Op.63 (1973)
- Sonata No. 2 per pianoforte, Op.121 (1985)
- Sonatina per pianoforte, Op.123 (1985)
- Suite per clavicembalo, Op.105 (1982)
- Troika in Taiga per pianoforte, Op.21 (1956)
- Wedding March for Organ, Op.94 (1979)

## Registrazioni scelte
- Children's Treasure Box, Vols. 1-4, for Piano, North Pacific Music (NPM LD 026), Recording by Tomas Svoboda.
- Chamber Works, Vol. 1, With Clarinet, North Pacific Music (NPM LD 016), Recording by members of Oregon Festival of American Music & Tomas Svoboda.
- Four Visions, Music for 1, 2 & 3 Pianos, North Pacific Music (NPM LD 013), Recording by Daniel Wiesner, David Svec & Tomas Svoboda.
- Nine Etudes in Fugue Style, Vols. 1 & 2, for Piano, North Pacific Music (NPM LD 015), Recording by Tomas Svoboda.
- Orchestral Works by Tomas Svoboda, Albany Records: Troy 604, Recording by the Oregon Symphony.
- Piano Concertos, Artisie 4 Recordings, (1006), Recording by the Dayton Philharmonic.
- Piano Trios, North Pacific Music (NPM LD 008), Recording by Lubomír Havlák, Jitka Vasankova & Tomáš Svoboda.
- Piano Works, Vol. 1, for Piano, North Pacific Music (NPM LD 006), Recording by Tomáš Svoboda.
- String Quartets, Vols.1 and 2, North Pacific Music (NPM LD 022), Recording by the Martinů Quartet.